# 정민준 (2003년)
정민준(2003년 5월 31일 ~ )은 대한민국의 배우이다.

## 학력
- 2010년 ~ 2016년 성주초등학교
- 2016년 ~ 2019년 부천남중학교
- 2019년 ~ 2022년 경기예술고등학교 연극영화과

## 경력
- 2016년 극단 아레떼 단원

## 출연

### 방송

#### 드라마
- 2009년 MBC 《2009 외인구단》
- 2009년 SBS 《두 아내》
- 2009년 SBS 《망설이지마》
- 2010년 KBS 1TV 《바람 불어 좋은 날》
- 2010년 MBC 《동이》 - 어린 세자 역
- 2010년 KBS 1TV 《전우》 - 동이 역
- 2011년 KBS 2TV 《스파이 명월》

#### 어린이
- 2014년 SBS 《꾸러기 탐구생활》 - 탐구대원

### 영화
- 2010년 《눈물 젖은 빵》 (단편 영화) - 민수 역
- 2011년 《돌고래》 (단편 영화) - 기무라 다케시 역
- 2012년 《벌거숭이》 (독립 영화) - 박영수 역

### 공연

#### 연극
- 2016년 《폴리스 오딧세이》 (2016.04.08~2016.04.17)
- 2020년 《야끼니꾸 드래곤》 (2020.11.19~2020.11.20)

### 뮤직비디오
- 2012년 싸이 - 〈강남스타일〉